# Cylindropuntia californica subsp. delgadilloana
Cylindropuntia californica subsp. delgadilloana, conocido comúnmnete como cholla de Delgadillo, es una subespecie de planta suculenta perteneciente al género Cylindropuntia, dentro de la familia Cactaceae. Es una subespecie de Cylindropuntia californica y se endémica del noroeste de México (concretamente del norte de Baja California).

## Descripción
Cylindropuntia californica subsp. delgadilloana es una subespecie de cactus que crece como un arbusto o pequeño árbol ramificado desde la base. Alcanza alturas de 0,3 a 2,5 m y no tiene un tronco principal. Los tallos son erectos o postrados, aparecen articulados y están formados por segmentos que se desprenden con facilidad. Cada uno de ellos mide de 12 a 25 cm de largo, de 3 cm de diámetro y tienen la epidermis de color verde o verde violácea. Su forma es cilíndrica y tienen tubérculos prominentes de forma oval o elíptica, que a veces se fusionan y le dan el aspecto de costillas de 5 mm de ancho y 7 mm de alto.
Sobre los tallos se asientan areolas elípticas y están cubiertas de lana marrón claro que se vuelve de color negro grisáceo con la edad. Miden de 4,5 a 5 mm de largo y de 3 a 3,5 mm de ancho. Poseen gloquidios densos de color blancuzco o dorado que se localizan entre los ejes de los segmentos. También tienen de 5 a 8 espinas cubiertas por una vaina epidérmica suelta de color blanquecino a marrón que parece de papel. Son de color amarillo o marrón anaranjado con las puntas amarillas y suelen presentar una espina central más larga y ladeada, que llega a mediar 1 a 1,5 cm de longitud.
Las flores se abren durante el día (diurnas) y son polinizadas por abejas Son de color amarillo y alcanzan longitudes de hasta 2,3 cm. Florece entre los meses de abril y mayo.
Los frutos miden de 1,8 a 2,5 cm de largo y 2 cm de ancho. Son de color pardo a gris oscuro y contienen en su interior hasta 72 semillas de 5 mm de diámetro.

## Distribución y hábitat
El área de distribución nativa de esta subespecie es el noroeste de México (concretamente del norte de Baja California) y crece principalmente en biomas desérticos o de matorrales secos.
Habita en sobre suelos aluviales, a elevaciones de 350 a 640 metros sobre el nivel del mar.

## Taxonomía
La primera descripción de esta subespecie fue como Cylindropuntia delgadilloana, publicada en 2001 por los botánicos Jon Paul Rebman y Donald John Pinkava en la revista científica Journal of the Arizona-Nevada Academy of Science 33: 154.
Posteriormente, el botánico mexicano Ulises Guzmán Cruz colocó la especie como una subespecie Cylindropuntia californica, pasando a llamarse Cylindropuntia californica subsp. delgadilloana y anotando estos cambios en la revista científica Cactaceae Systematics Initiatives 16: 16 en el año 2003.
Etimología
- Cylindropuntia: nombre genérico formado por dos palabras: el sustantivo griego kýlindros (que significa 'cilindro') y el género Opuntia, (con el que el género tiene similitudes), haciendo referencia a la forma cilíndrica de los tallos de las plantas.
- californica: epíteto geográfico que hace referencia a la presencia de la especie en California (Estados Unidos).
- delgadilloana: espíteto específico otorgado en honor al Dr. José Delgadillo, botánico de la Universidad Autónoma de Baja California en Ensenada.[7][8]

## Estado de conservación
En la Lista Roja de Especies Amenazadas de la UICN, la especie Cylindropuntia californica está clasificada como de “Preocupación Menor (LC)” y no se conocen amenazas importantes para la conservación de esta subespecie.

## Usos
Se cultiva principalmente como planta ornamental y su propagación se realiza a través de esquejes o semillas.